# Hilal El-Helwe
Hilal El-Helwe, né le 24 novembre 1994 à Hambourg en Allemagne, est un footballeur international libanais, possédant également la nationalité allemande. Il évolue au poste d'attaquant à Al Ahed FC.

## Carrière

### En club
Hilal El-Helwe rejoint le Hallescher FC lors de l'été 2016,.

### En sélection
Il honore sa première sélection en équipe du Liban le 8 octobre 2015 lors d'un match contre la Birmanie. Ce match gagné 2-0 rentre dans le cadre des éliminatoires du mondial 2018.
Il inscrit son premier but avec le Liban le 29 mars 2016, contre la Birmanie, lors de ces mêmes éliminatoires.

## Statistiques
| Saison                | Club                  | Championnat           | Championnat | Championnat | Coupe(s) nationale(s) | Coupe(s) nationale(s) | Liban | Liban | Total | Total |
| Saison                | Club                  | Division              | M.          | B.          | M.                    | B.                    | M.    | B.    | M.    | B.    |
| 2013-2014             | TSV Havelse           | Regionalliga          | 26          | 6           | 0                     | 0                     | -     | -     | 26    | 6     |
| 2014-2015             | TSV Havelse           | Regionalliga          | 33          | 10          | 0                     | 0                     | -     | -     | 33    | 10    |
| Sous-total            | Sous-total            | Sous-total            | 59          | 16          | 0                     | 0                     | -     | -     | 59    | 16    |
| 2015-2016             | VfL Wolfsburg rés.    | Regionalliga          | 24          | 7           | 0                     | 0                     | 4     | 1     | 28    | 8     |
| 2016-2017             | Hallescher FC         | 3. Liga               | 11          | 0           | 1                     | 2                     | 5     | 0     | 17    | 2     |
| Sous-total            | Sous-total            | Sous-total            | 35          | 7           | 1                     | 2                     | 9     | 1     | 45    | 10    |
| Total sur la carrière | Total sur la carrière | Total sur la carrière | 94          | 23          | 1                     | 2                     | 9     | 1     | 104   | 26    |